# Barcelona (Sorsogon)
Barcelona is een gemeente in de Filipijnse provincie Sorsogon in het zuidoosten van het eiland Luzon. Bij de laatste census in 2007 had de gemeente ruim 19 duizend inwoners.

## Geografie

### Bestuurlijke indeling
Barcelona is onderverdeeld in de volgende 25 barangays:
| - Alegria - Bagacay - Bangate - Bugtong - Cagang - Fabrica - Jibong - Lago - Layog - Luneta - Macabari - Mapapac - Olandia | - Paghaluban - Poblacion Central - Poblacion Norte - Poblacion Sur - Putiao - San Antonio - San Isidro - San Ramon - San Vicente - Santa Cruz - Santa Lourdes - Tagdon |

## Demografie
Barcelona had bij de census van 2007 een inwoneraantal van 19.428 mensen. Dit zijn 387 mensen (2,0%) meer dan bij de vorige census van 2000. De gemiddelde jaarlijkse groei komt daarmee uit op 0,28%, hetgeen lager is dan het landelijk jaarlijks gemiddelde over deze periode (2,04%). Vergeleken met de census van 1995 is het aantal mensen met 1.023 (5,6%) toegenomen.

De bevolkingsdichtheid van Barcelona was ten tijde van de laatste census, met 19.428 inwoners op 61,18 km², 317,6 mensen per km².